# R-17 (ミサイル)

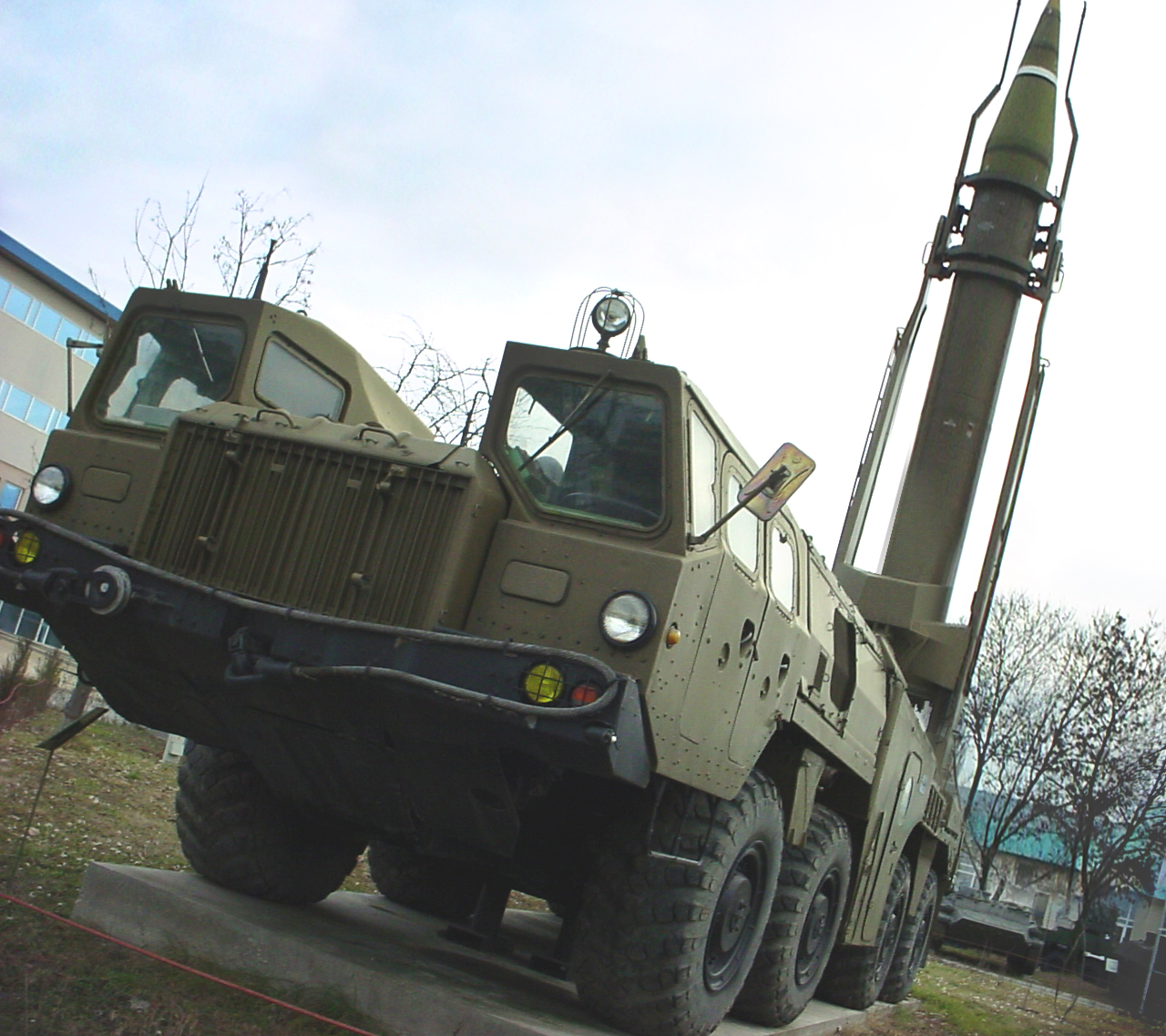
ブルガリアの9K72。8K14ミサイルが発射装置9P117M1に搭載されている。

R-17（ロシア語:Р-17エール・スィムナーッツァチ）は、ソビエト連邦製の戦域戦術ミサイル複合（Оперативно-тактический ракетный комплекс、ОТРК）9K72「エリブルース」（9К72 "Эльбрус"ヂェーヴャチ・カー・スィェーミヂェスャド・ドヴァー・エリブルース）で運用する戦域戦術ミサイルである。国防省ミサイル火砲管理総局（GRAU）のインデックス番号では、8K14（8К14ヴォースィミ・カー・チトィーリナツァチ）と呼ばれる。
アメリカ国防総省が与えた識別番号（DoD番号）ではSS-1C、北大西洋条約機構（NATO）の与えたNATOコードネームではスカッドB（Scud-B）と呼ばれた。西側では、一般に「スカッド」の名で知られている。

## 概要
1947年末、チェリャービンスク州ズラトウースト市の第66工場を基に、ヴィークトル・マケーエフを主任とする「長距離ロケット特別設計局」（SKB-385、現在のアカデミー会員V・P・マケーエフ記念国立ロケットセンター）が開設された。SKB-385は1956年までOKB-1の下請けとしてミサイルの製造を行っており、その技術に習熟していた。
1955年には同じ州のミアース市に拠点を移動し、この町で潜水艦向けの潜水艦発射弾道ミサイルの開発に携わるようになった。
一方で、SKB-385は陸上型の弾道ミサイルの開発に取り組んだ。ソ連のロケット・ミサイル開発の第一人者であるセルゲイ・コロリョフ主任率いるOKB-1が開発した短距離弾道ミサイルR-11（8K11）を基に、1958年から1961年にかけて開発されたのが戦域戦術ミサイル複合9K72である。
新しい戦域戦術ミサイルは、敵部隊や指揮地点、飛行場といった重要拠点を破壊する用途を与えられていた。使用するR-17ミサイルは前のR-11の射程を若干延長し、命中精度を大幅に高めた改良型である。その精度は、R-11で3000 mの誤差であったものが450 mに軽減されるという劇的な改善ぶりであった。1964年には、改良型のR-17M（8K14-1）が製作された。これらの弾頭は、核弾頭に換装できた。
移動式のため、固定式のものより敵からの攻撃を受けにくいという利点があった。当初はR-11と同様のISU-152K自走砲を改造した履帯式の9P19自走式発射装置に乗せていたが、のちにより効率のよいMAZ-543Pを基にした車輪式の9P117「ウラガーン」に変更された。なお、MAZ-543/7310シリーズはソ連製のミサイル兵器の輸送車輛に多用されているが、9K72への採用がその最初の例となっている。実用配備型は9P117M1「ウラガーン」と呼ばれた。
ソ連軍へは、R-17が1962年、R-17Mが1967年に制式採用された。また、ソ連の軍事供与により世界各国で運用され、特にイラクのアル＝フセインはイラン・イラク戦争や湾岸戦争で多数の実戦使用例がある。輸出型のミサイルはR-300（Р-300）エール・トリースタ）と呼ばれ、イラクのほか、朝鮮民主主義人民共和国とエジプトへ輸出された。

## ギャラリー

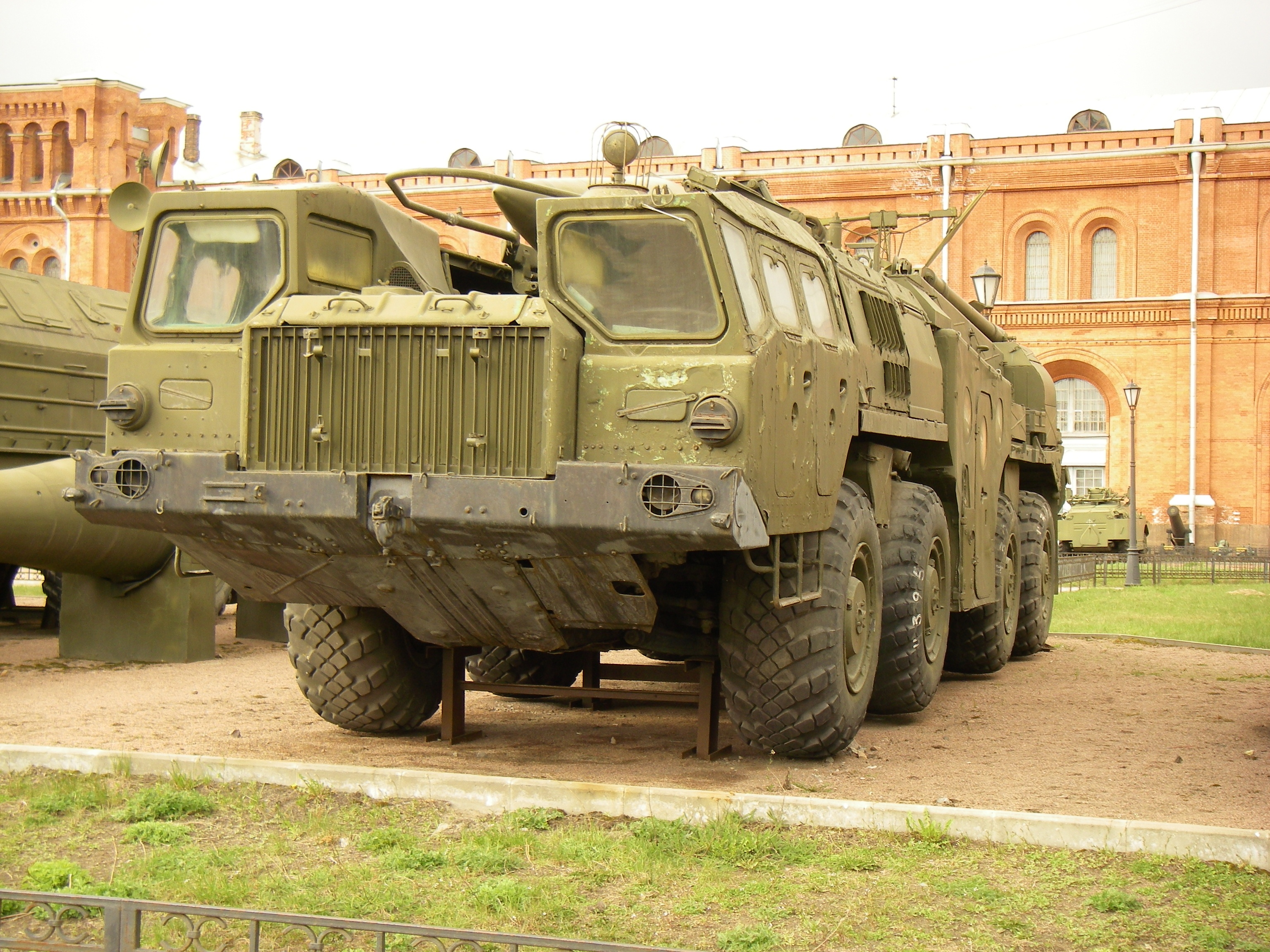
発射装置9P117に搭載された8K14ミサイル。サンクトペテルブルクの博物館展示。
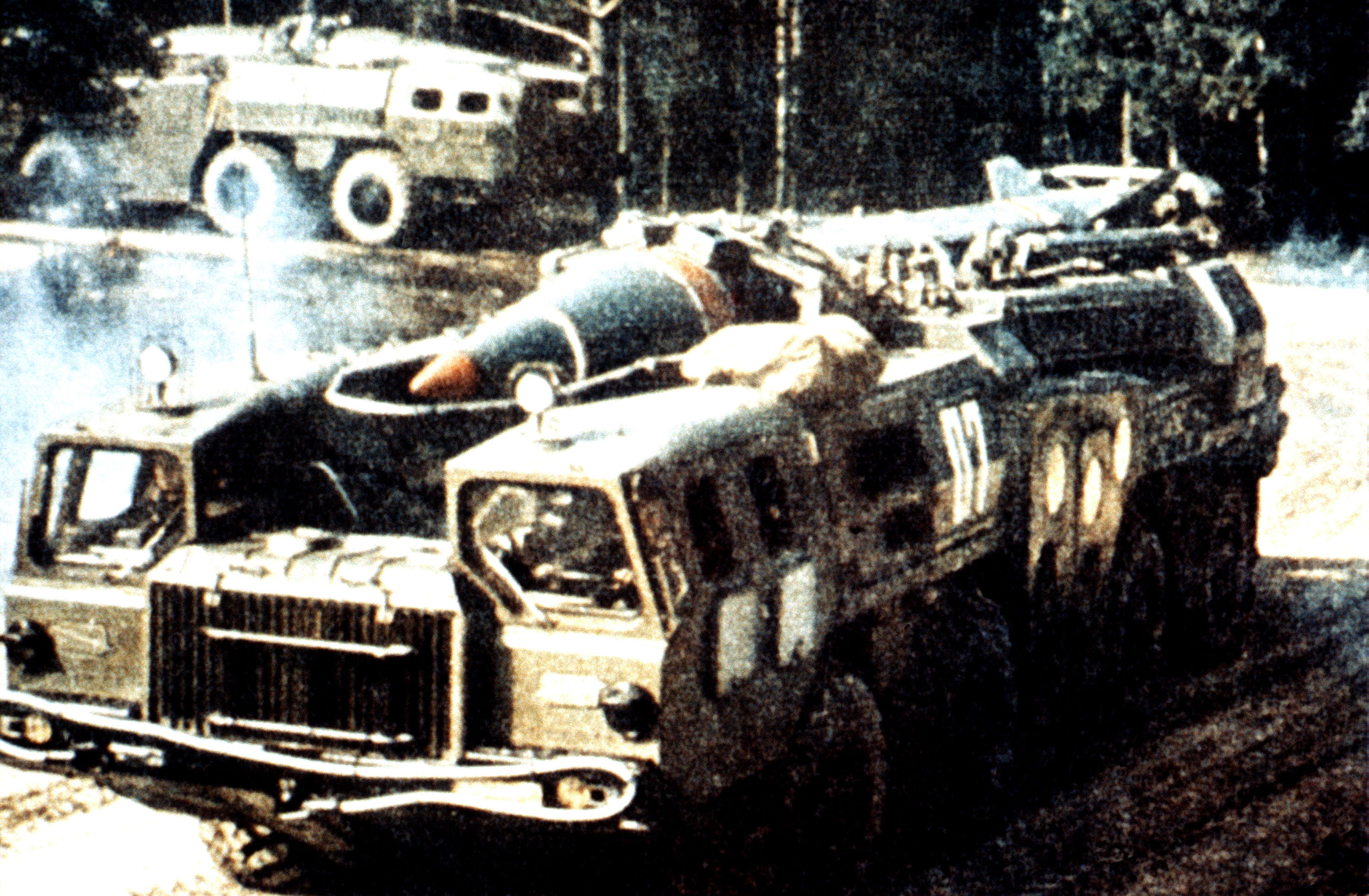
発射装置9P117M1に搭載された8K14ミサイル。
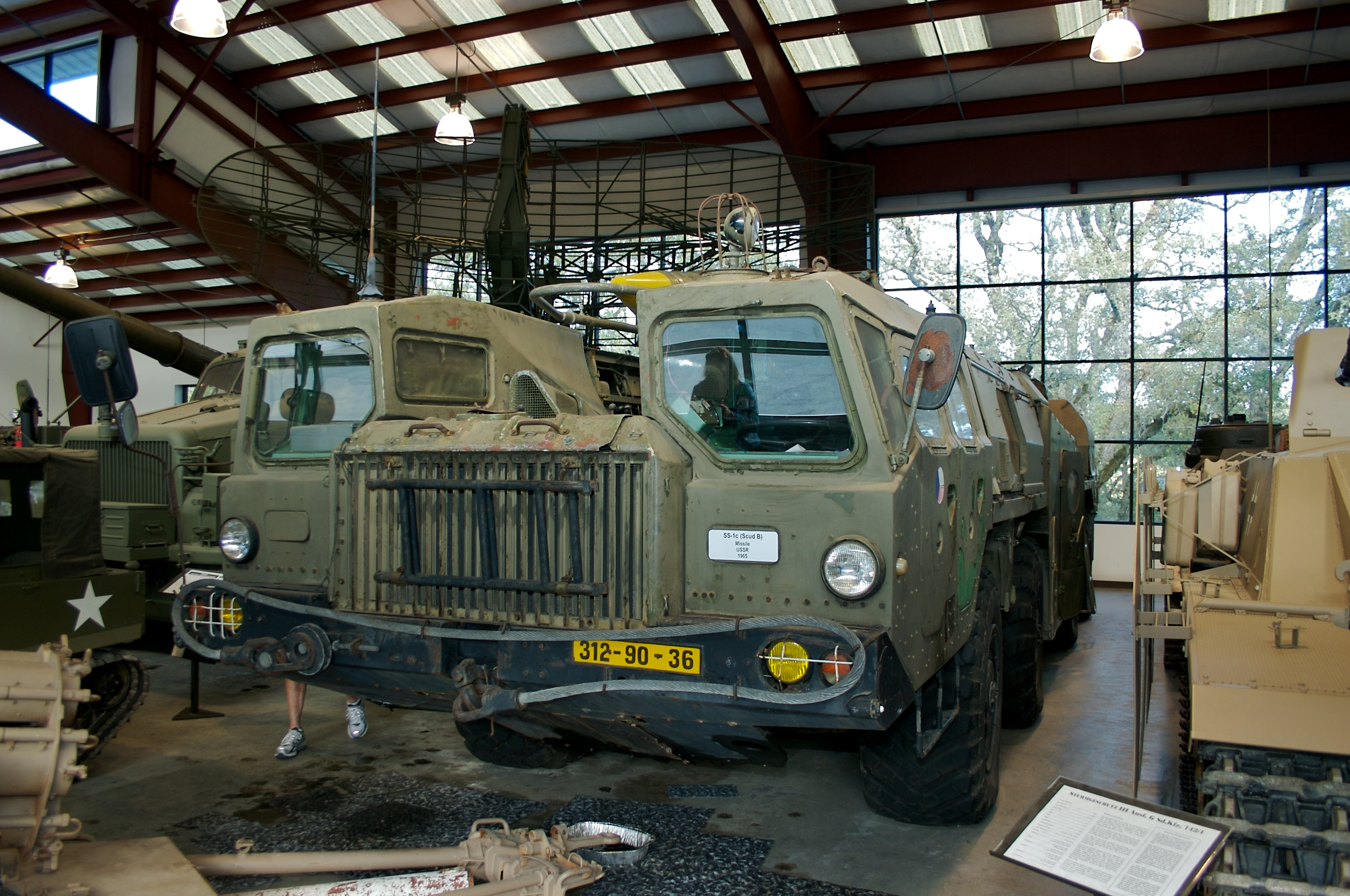
発射装置9P117M1。ミサイルは搭載していない。
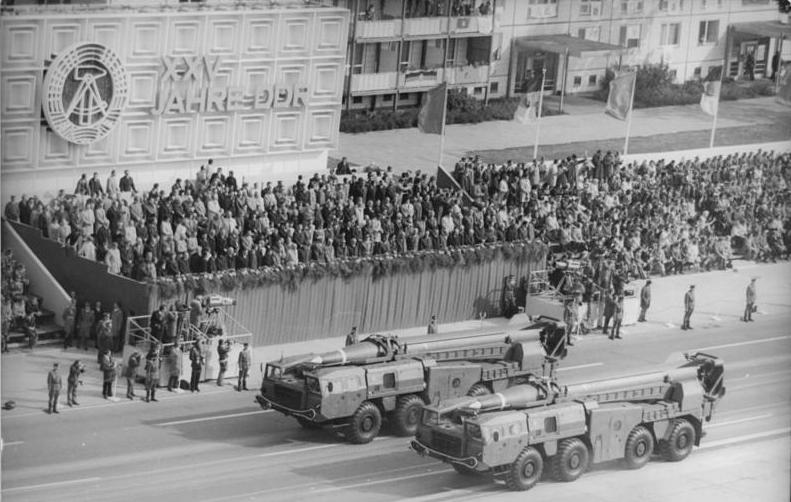
ベルリンを行進する、8K14ミサイルを搭載した9P117MM1。
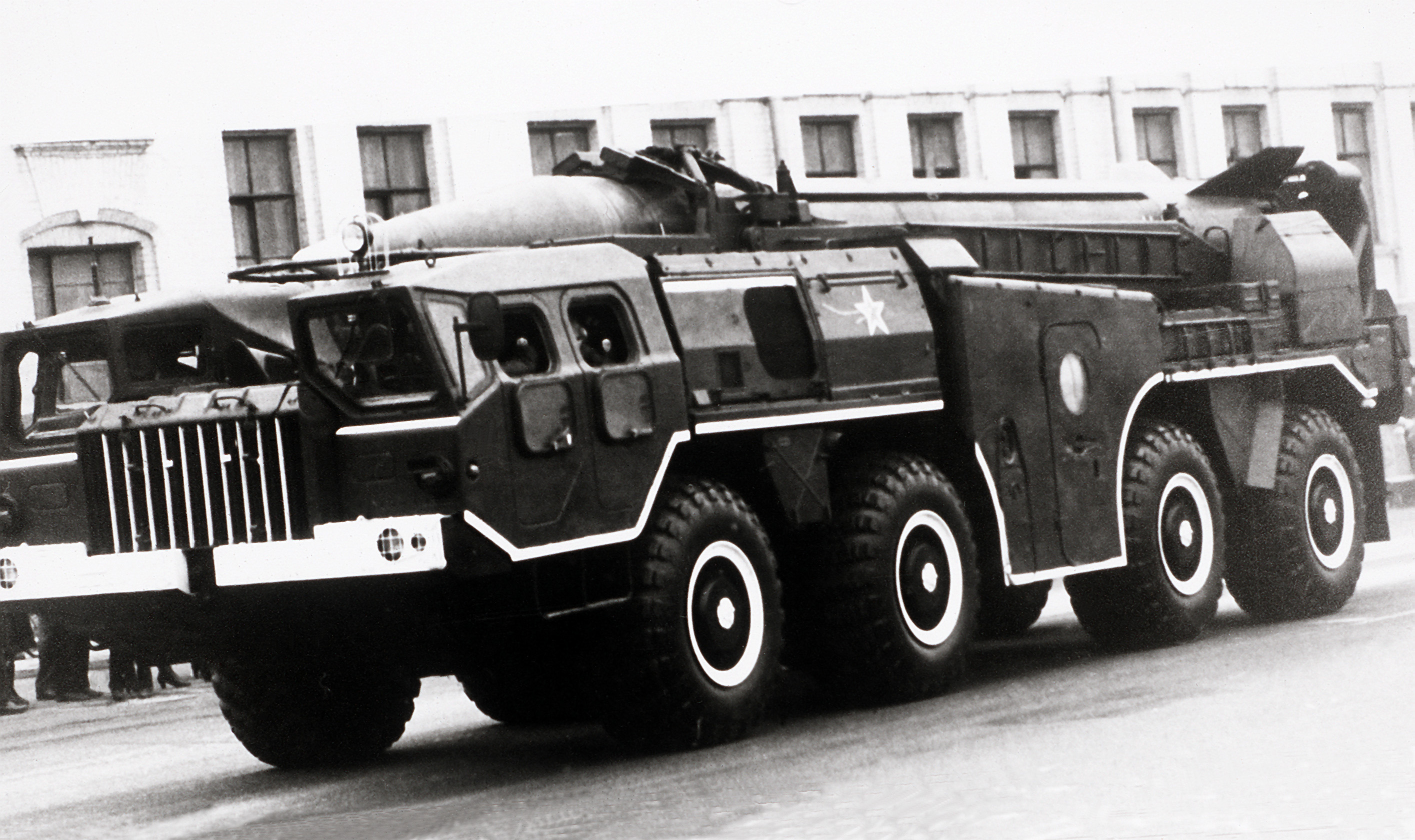
発射装置9P117M1に搭載された8K14ミサイル。
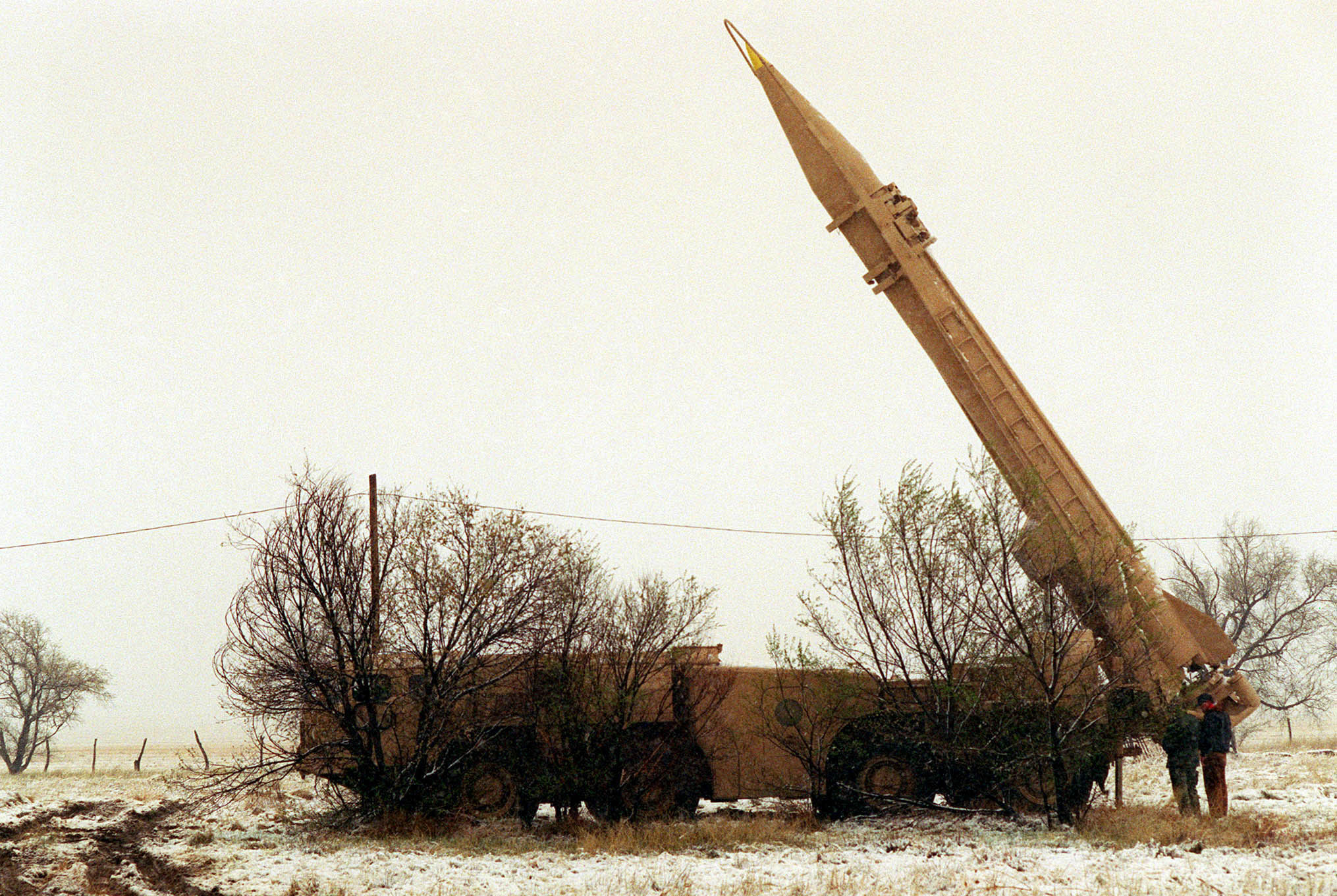
発射装置9P117M1に搭載された8K14ミサイル。
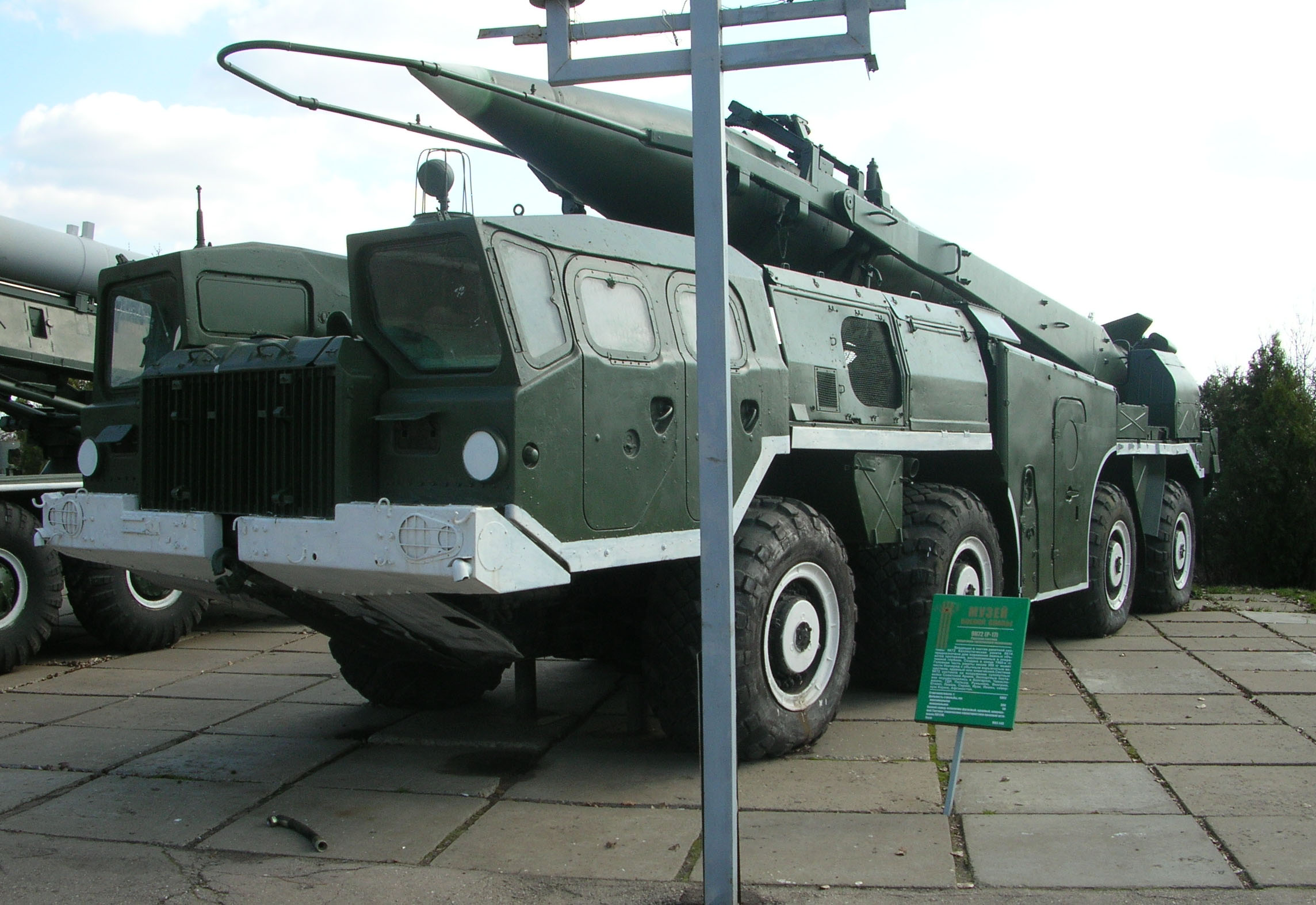
発射装置9P117M1に搭載された8K14ミサイル。サラートフの公園展示。
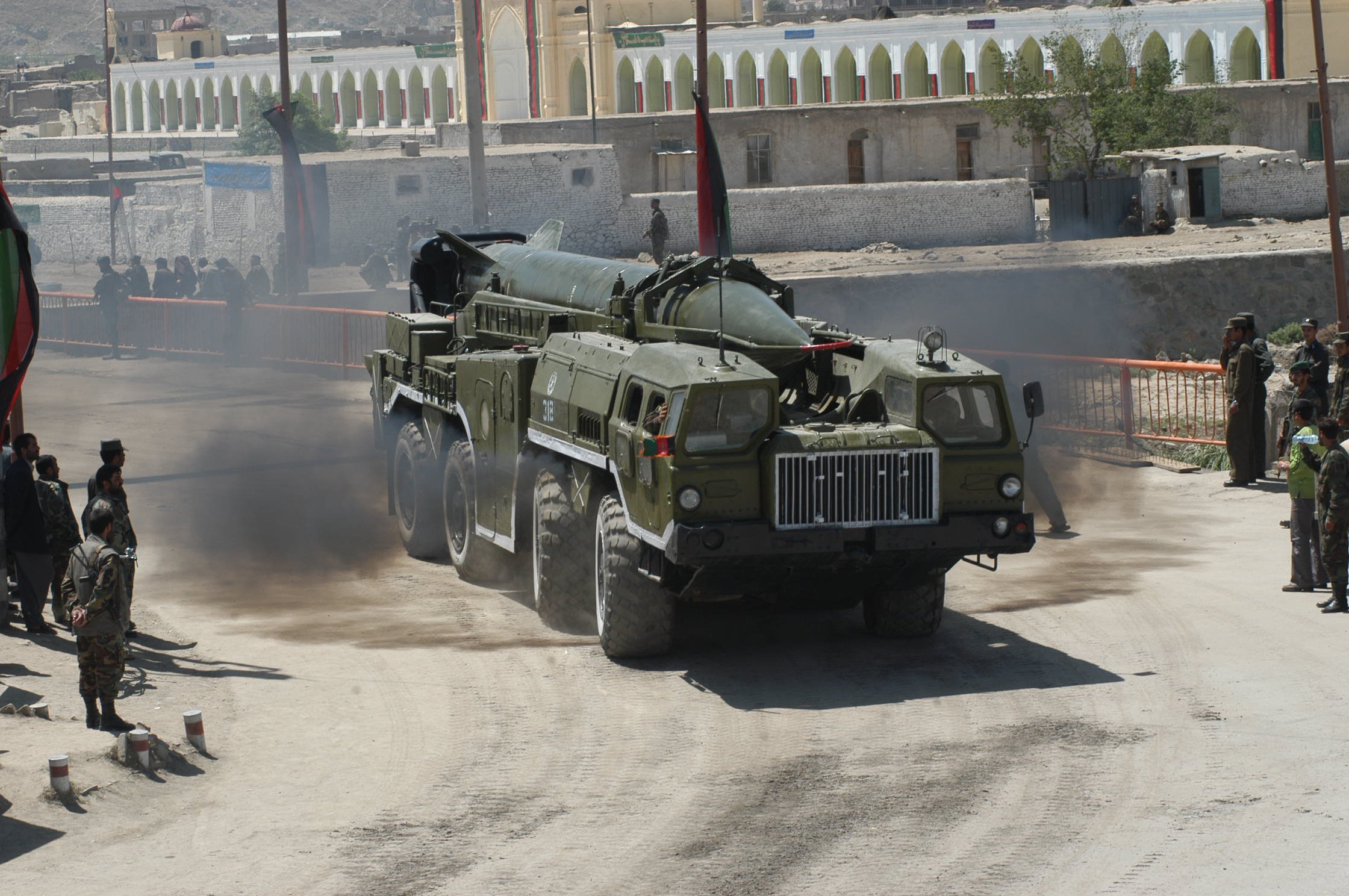
アフガニスタンの9K72。8K14ミサイルが発射装置9P117M1に搭載されている。
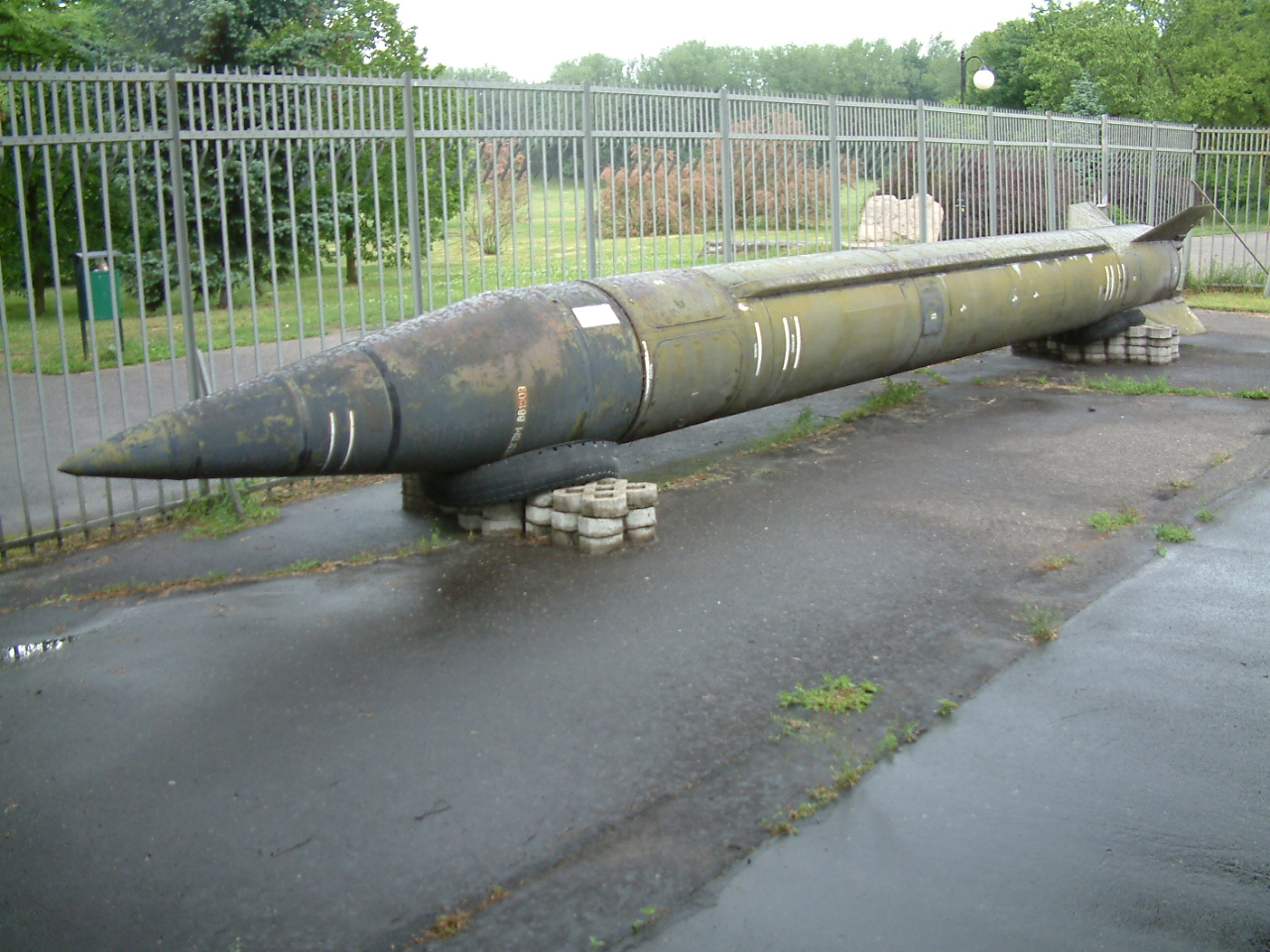
8K14ミサイル。ポズナンの博物館展示。
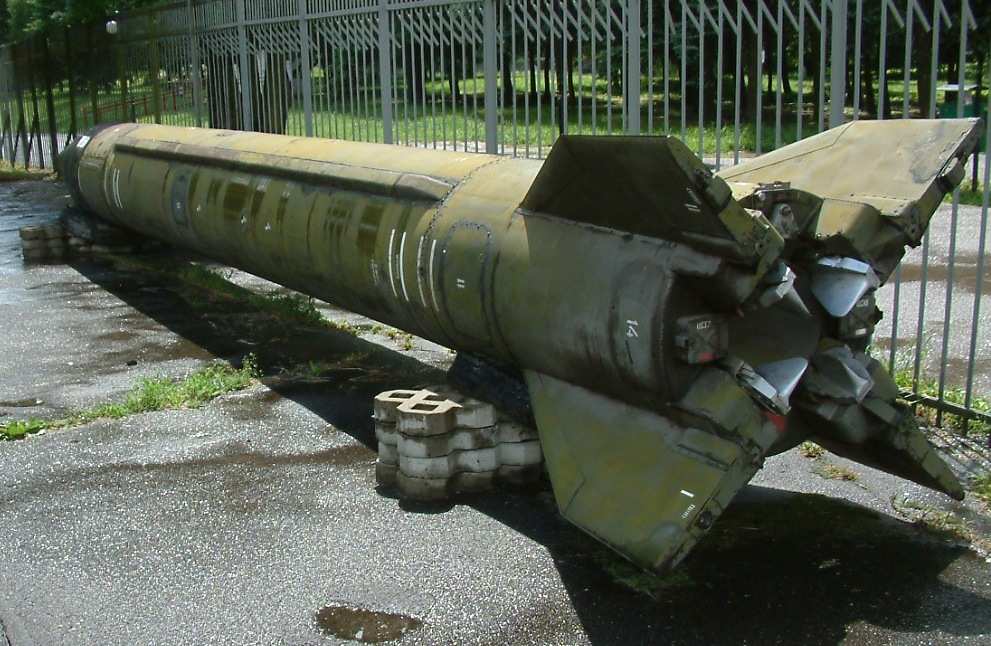
8K14ミサイル。ポズナンの博物館展示。
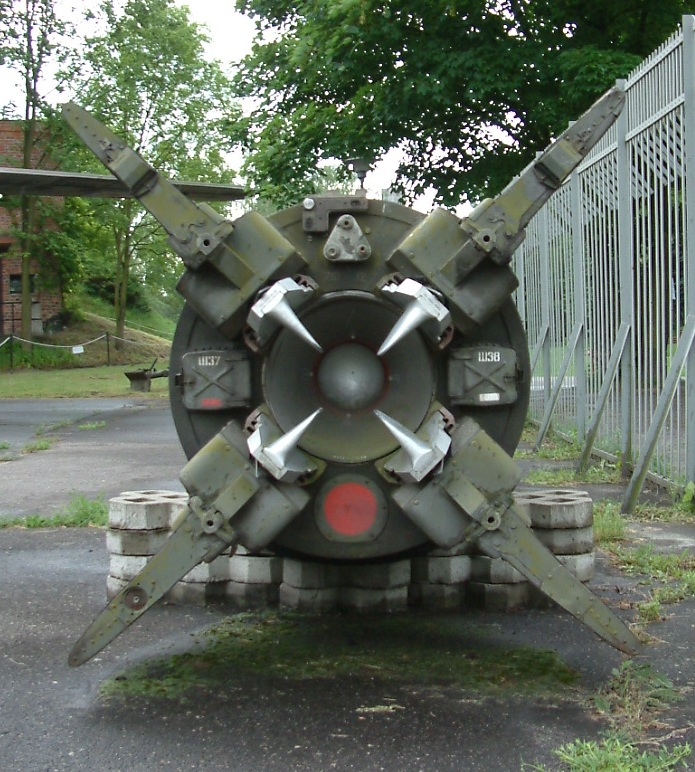
8K14ミサイル。ポズナンの博物館展示。
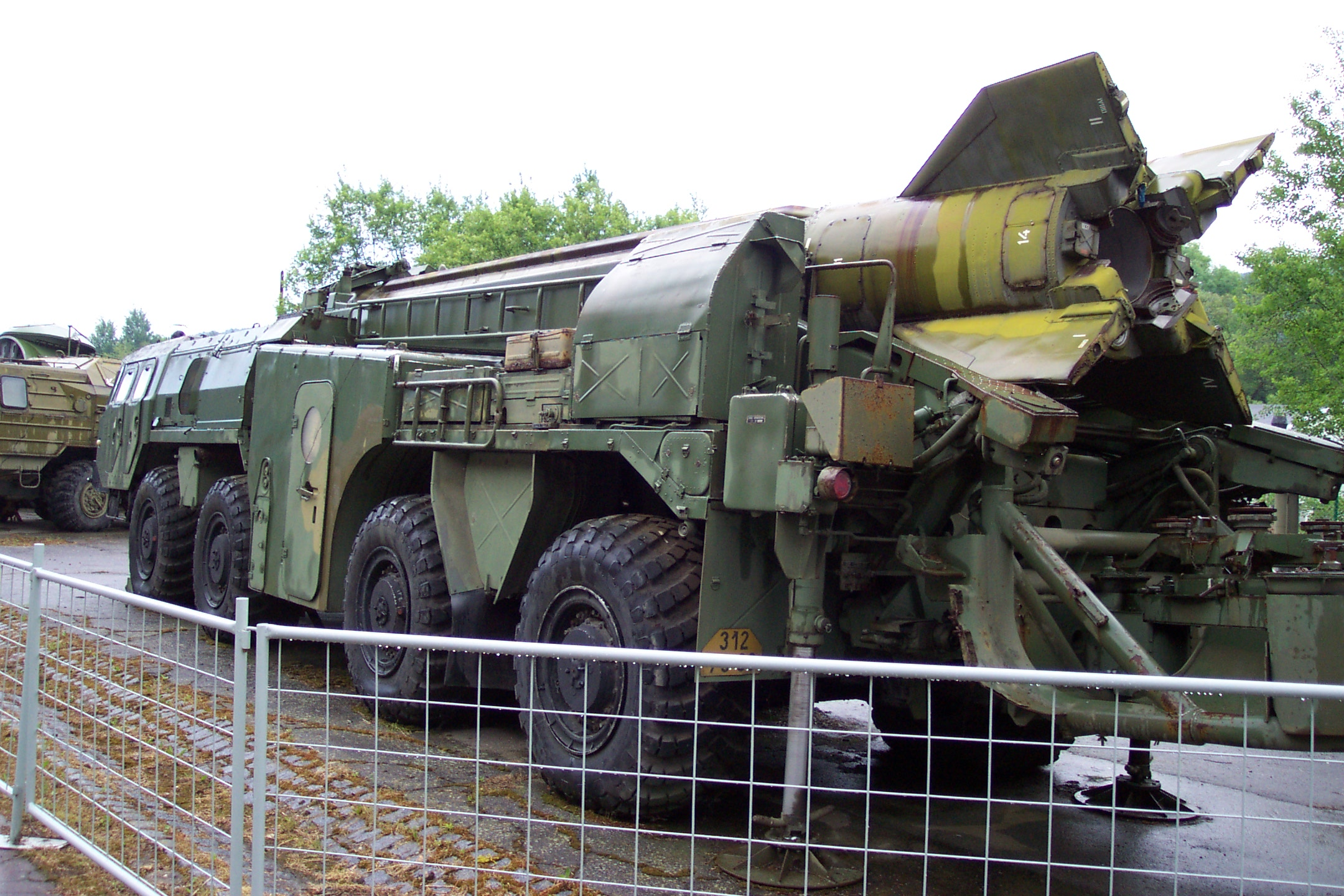
発射装置9P117M1に搭載された8K14ミサイル。チェコ・レシャヌィの博物館展示。

## 運用国

### 現用
- エジプト - 2024年時点で、エジプト陸軍が9基の9K72を保有[4]。
- トルクメニスタン - 2024年時点で、トルクメニスタン陸軍が16基の9K72を保有[5]。

## 登場作品

### ゲーム
『ARMA 2』
独立拡張パック"Operation Arrowhead"に登場し、プレイヤーやAIが操作可能。
『メタルギアソリッド3』
作中で名前のみ登場。登場人物の一人であるアレクサンドル・レオノヴィッチ・グラーニンが発射台部分の設計を担当したという設定になっている。